# شن تشون شان
شن تشون شان (بالصينية: 沈君山)‏ (20 نوفمبر 1931 - 12 سبتمبر 2018) هو أكاديمي تايواني، يُعرف لرئاسته جامعة تسينغ هوا الوطنية في الفترة ما بين 1994 حتى 1997.